# الخايع
الخايع (الصمد) قرية سعودية، تتبع محافظة الكامل في منطقة مكة المكرمة. تقع شمال مكة المكرمة بمسافة تقارب (160) كم.